# Notocera hispida
Notocera hispida är en insektsart som beskrevs av Leon Fairmaire. Notocera hispida ingår i släktet Notocera och familjen hornstritar. Inga underarter finns listade i Catalogue of Life.